# Битола (община)
Би́тола (макед. Општина Битола) — община в Республике Македония. Расположена на юге страны. Население составляет 95 385 человек (2002 год).
Административный центр — город Битола.
Площадь территории общины 794,53 км²(787,95 км², 792 км²).
Кроме города Битола в состав общины входят ещё 65 сёл: Барешани, Бистрица, Братин-Дол, Брусник, Буково, Велушина, Габалавци, Гопеш, Горно-Егри, Горно-Оризари, Граешница, Дихово, Доленци, Долно-Егри, Долно-Оризари, Драгарино, Драгожани, Драгош, Древеник, Джявато, Жабени, Злокукяни, Кажани, Канино, Карамани, Кишава, Кравари, Крклино, Кременица, Крстоар, Кукуречани, Лавци, Лажец, Лера, Лисолай, Логоварди, Лопатица, Магарево, Маловиште, Метимир, Меджитлия, Нижеполе, Ново-Змирнево, Облаково, Олевени, Оптичари, Орехово, Острец, Поешево, Породин, Рамна, Раштани, Ротино, Свиниште, Секирани, Снегово, Средно-Егри, Српци, Старо-Змирнево, Стрежево, Трн, Трново, Цапари, Црнобуки и Црновец.
Граничит с общинами Северной Македонии:
- на западе — с общиной Ресен;
- на севере — с общиной Липково;
- на северо-востоке — с общиной Демир-Хисар;
- на востоке — с общиной Новаци.

На юге граничит с номом Флорина в области Западная Македония Греции.
Кроме города Битола в состав общины входят ещё 60 сёл (65 сёл).
Этническая структура населения в общине:
- македонцы — 88,71 %;
- албанцы — 4,36 %;
- цыгане — 2,74 %;
- турки — 1,69 %;
- арумыны — 1,33 %
- сербы — 0,57 %
- боснийцы — 0,02 %
- остальные — 0,58 %